# آرتور سیسیل ادواردز

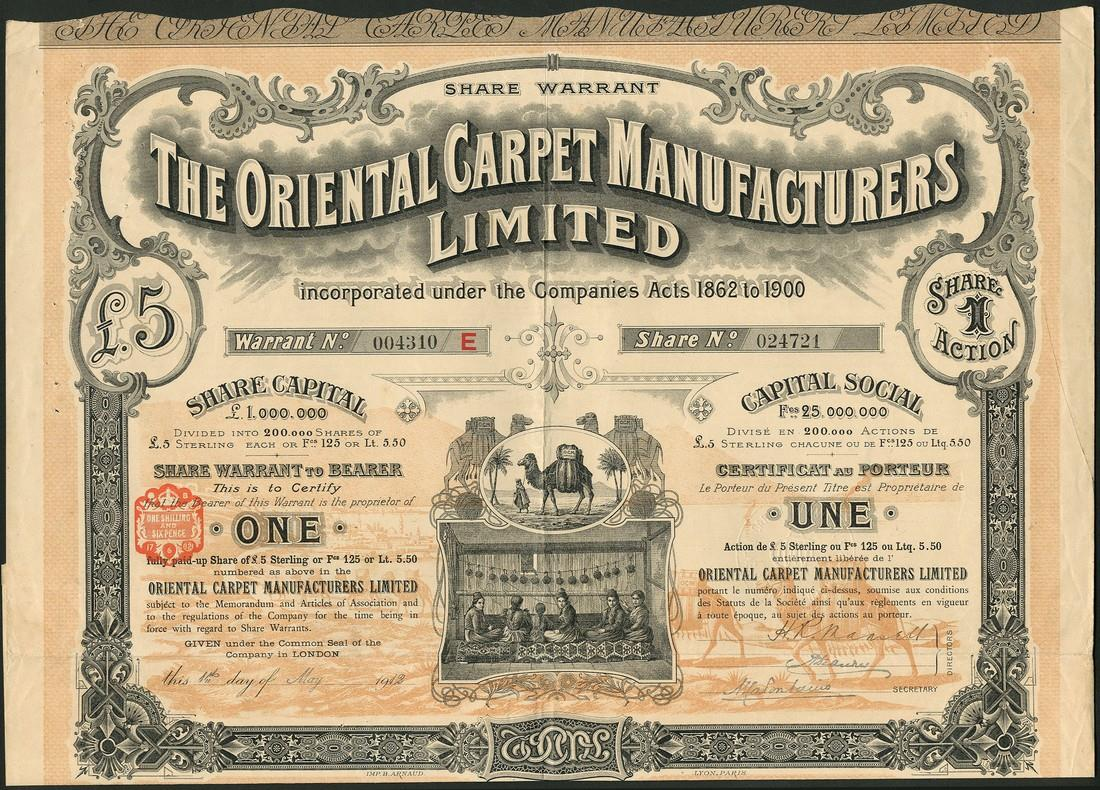
برگه سهم شرکت تولیدکنندگان قالی شرقی، ۱۹۱۲.

آرتور سیسیل ادواردز (به انگلیسی: Arthur Cecil Edwards) (۱۹۵۷–۱۸۸۱) تاجر و محقق قالی ایرانی و از مدیران شرکت تولیدکنندگان قالی شرقی بود.

## زندگی شخصی
سیسیل ادواردز فرزند چارلز رید ادواردز و لوئیز بیکردر ۱۸۸۱ در قسطنطنیه متولد شد. او در ۱۹۰۹ با کلارا کری کیس آمریکایی ازدواج کرد.
پسر آنان، آرتور در سال ۱۹۱۸ میلادی در همدان زاده شد.

## زندگی حرفه ای
ادواردز در سال ۱۲۹۰ شمسی به همراه همسرش برای راه اندازی و مدیریت فعالیت شرکت تولیدکنندگان قالی شرقی به ایران آمد و تا ۱۳۰۲ شمسی در ایران ماند. در مدت اقامتش در ایران در کنار فعالیت‌های تجاری که مستلزم سفرهای متعدد به نواحی تولیدکننده قالی بود مواد لازم برای تدوین کتابی در زمینه فرش ایران را گردآوری نمود. این کتاب بعد از مرگ او با نام قالی ایران منتشر شد.

## آثار
- A Persian caravan. Duckworth, London 1928. (A collection of individual stories with exotic characters, inspired by Edwards' encounters in Persia.)
- The Persian carpet: A survey of the carpet-weaving industry of Persia. Duckworth, London, 1953.